# Mesedra confinis
Mesedra confinis là một loài bướm đêm trong họ Geometridae.